# Gynoplistia clarkeana
Gynoplistia clarkeana är en tvåvingeart som beskrevs av Alexander 1951. Gynoplistia clarkeana ingår i släktet Gynoplistia och familjen småharkrankar. Inga underarter finns listade i Catalogue of Life.